# Elecciones municipales de Chiclayo de 2006
Las elecciones municipales de Chiclayo de 2006 se llevaron a cabo el 19 de noviembre de 2006 para elegir al alcalde y al Concejo Provincial de Chiclayo para el periodo 2007-2010. La elección se celebró simultáneamente con elecciones regionales y municipales (provinciales y distritales) en todo el Perú.

## Sistema electoral
La Municipalidad Provincial de Chiclayo es el órgano administrativo y de gobierno de la provincia de Chiclayo. Está compuesta por el alcalde y el Concejo Provincial.
La votación del alcalde y el concejo se realiza en base al sufragio universal, que comprende a todos los ciudadanos nacionales mayores de dieciocho años, empadronados y residentes en la provincia de Chiclayo y en pleno goce de sus derechos políticos, así como a los ciudadanos no nacionales residentes y empadronados en la provincia de Chiclayo.
El Concejo Provincial de Chiclayo está compuesto por 15 regidores elegidos por sufragio directo para un período de cuatro (4) años, en forma conjunta con la elección del alcalde (quien lo preside). La votación es por lista cerrada y bloqueada. Se asigna a la lista ganadora los escaños según el método d'Hondt o la mitad más uno, lo que más le favorezca.

## Composición del Concejo Provincial de Chiclayo
La siguiente tabla muestra la composición del Concejo Provincial de Chiclayo antes de las elecciones.
| Partidos | Partidos                                                        | Regidores |
| -------- | --------------------------------------------------------------- | --------- |
|          | Acción Popular                                                  | 9         |
|          | Lista Independiente N° 1 Movimiento Independiente Manos Limpias | 2         |
|          | Partido Aprista Peruano                                         | 2         |
|          | Reconstrucción Democrática                                      | 2         |

## Partidos y candidatos
A continuación se muestra una lista de los principales partidos y alianzas electorales que participaron en las elecciones:
| Candidatura | Candidatura        | Partidos y alianzas | Candidatos | Candidatos                 | Ideología                                                          | Resultado previo | Resultado previo | Ref. |
| Candidatura | Candidatura        | Partidos y alianzas | Candidatos | Candidatos                 | Ideología                                                          | Votos (%)        | Reg.             | Ref. |
| ----------- | ------------------ | --- | ---------- | -------------------------- | ------------------------------------------------------------------ | ---------------- | ---------------- | ---- |
|             | AP                 | Lista - Acción Popular (AP) |            | Arturo Castillo Chirinos   | Humanismo Nacionalismo cívico Reformismo                           | 30.44%           | 9                |      |
|             | APRA               | Lista - Partido Aprista Peruano (APRA) |            | Flavio Núñez Izaga         | Aprismo                                                            | 17.59%           | 2                |      |
|             | APP                | Lista - Alianza para el Progreso (APP) |            | Fernando Noblecilla Merino | Liberalismo económico Conservadurismo liberal Populismo de derecha | 4.13%            | 0                |      |
|             | UPP                | Lista - Unión por el Perú (UPP) |            | Segundo Vásquez Merino     | Nacionalismo de izquierda Socialdemocracia                         | 3.70%            | 0                |      |
|             | UN                 | Lista - Unidad Nacional (UN) – Partido Popular Cristiano (PPC) – Solidaridad Nacional (SN)                                                                                        |            | Laura Torres Huamán        | Democracia cristiana Conservadurismo Neoliberalismo                | 2.13%            | 0                |      |
|             | Sí Cumple          | Lista - Agrupación Independiente Sí Cumple (Sí Cumple) |            | Fernando Santolaya Silva   | Fujimorismo Populismo de derecha                                   | Nuevo            | Nuevo            |      |
|             | PA                 | Lista - Perú Ahora (PA) |            | Josefina Gayoso Quiroz     | Reformismo                                                         | Nuevo            | Nuevo            |      |
|             | RN                 | Lista - Restauración Nacional (RN) |            | Fernando Cortez Llontop    | Liberalismo económico Conservadurismo social Humanismo cristiano   | Nuevo            | Nuevo            |      |
|             | PNP                | Lista - Partido Nacionalista Peruano (PNP) |            | Walter Zamora Capelli      | Socialismo democrático Nacionalismo de izquierda                   | Nuevo            | Nuevo            |      |
|             | Siempre Adelante   | Lista - Siempre Adelante (Siempre Adelante) |            | Miguel Bartra Grosso       | Regionalismo lambayecano                                           | Nuevo            | Nuevo            |      |
|             | ASI                | Lista - Amistad Solidaria Independiente (ASI) |            | Juan Aguinaga Moreno       | Regionalismo lambayecano                                           | Nuevo            | Nuevo            |      |
|             | TxL– Manos Limpias | Lista - Todos por Lambayeque - Manos Limpias (TxL–Manos Limpias) – Movimiento Independiente Todos por Lambayeque (TxL) – Movimiento Regional de las Manos Limpias (Manos Limpias) |            | Roberto Torres Gonzales    | Regionalismo lambayecano                                           | Nuevo            | Nuevo            |      |

## Sondeos de opinión
La siguiente tabla enumera las estimaciones de la intención de voto en orden cronológico inverso, mostrando las más recientes primero y utilizando las fechas en las que se realizó el trabajo de campo de la encuesta. Cuando se desconocen las fechas del trabajo de campo, se proporciona la fecha de publicación.
Leyenda:
     Sondeo realizado en el periodo de prohibición legal de la difusión de sondeos de intención de voto.

### Intención de voto
La siguiente tabla enumera las estimaciones ponderadas (sin incluir votos en blanco y nulos) de la intención de voto.
|                                 |               |     |      |      |      |      |      |     |  |  |
| Elecciones regionales de 2006   | 19 nov 2006   | —   | 28.0 | 18.8 | 15.8 | 13.8 | 7.0  | 9.2 |  |  |
|                                 |               |     |      |      |      |      |      |     |  |  |
| Apoyo Opinión y Mercado/América | 8–10 nov 2006 | 500 | 22.0 | 19.0 | 11.0 | 11.0 | 13.0 | 5.0 |  |  |
| Apoyo Opinión y Mercado/América | 8–10 nov 2006 | 500 | 29.0 | 15.0 | 19.0 | 21.0 | 3.0  | 8.0 |  |  |

## Resultados

### Sumario general
| |                                                          |              |              |              |           |           |  |  |
| Partidos y coaliciones | Partidos y coaliciones                                   | Voto popular | Voto popular | Voto popular | Regidores | Regidores |  |  |
| Partidos y coaliciones | Partidos y coaliciones                                   | Votos        | %            | ±pp          | Total     | +/−       |  |  |
| | Todos por Lambayeque - Manos Limpias (TxL–Manos Limpias) | 100,053      | 27.99        | Nuevo        | 9         | +9        |  |  |
| | Partido Aprista Peruano (APRA)                           | 67,133       | 18.78        | +1.19        | 2         | ±0        |  |  |
| | Acción Popular (AP)                                      | 56,517       | 15.81        | –14.63       | 2         | –7        |  |  |
| | Siempre Adelante (Siempre Adelante)                      | 49,156       | 13.75        | Nuevo        | 1         | +1        |  |  |
| | Amistad Solidaria Independiente (ASI)                    | 25,084       | 7.02         | Nuevo        | 1         | +1        |  |  |
| | Alianza para el Progreso (APP)                           | 16,993       | 4.75         | +0.62        | 0         | ±0        |  |  |
| | Restauración Nacional (RN)                               | 10,420       | 2.91         | Nuevo        | 0         | ±0        |  |  |
| | Unidad Nacional (UN)                                     | 8,649        | 2.42         | +0.29        | 0         | ±0        |  |  |
| | Unión por el Perú (UPP)1                                 | 8,161        | 2.28         | –1.42        | 0         | ±0        |  |  |
| | Partido Nacionalista Peruano (PNP)                       | 7,556        | 2.11         | Nuevo        | 0         | ±0        |  |  |
| | Agrupación Independiente Sí Cumple (Sí Cumple)           | 6,024        | 1.69         | Nuevo        | 0         | ±0        |  |  |
| | Perú Ahora (PA)                                          | 1,742        | 0.49         | Nuevo        | 0         | ±0        |  |  |
| |                                                          |              |              |              |           |           |  |  |
| Total | Total                                                    | 357,488      |              |              | 15        | ±0        |  |  |
| |                                                          |              |              |              |           |           |  |  |
| Votos válidos | Votos válidos                                            | 357,488      | 85.05        | –0.05        |           |           |  |  |
| Votos en blanco | Votos en blanco                                          | 32,665       | 7.77         | –0.54        |           |           |  |  |
| Votos nulos | Votos nulos                                              | 30,182       | 7.18         | +0.59        |           |           |  |  |
| Votos emitidos | Votos emitidos                                           | 420,335      | 86.71        | +0.74        |           |           |  |  |
| Abstenciones | Abstenciones                                             | 64,429       | 13.29        | –0.74        |           |           |  |  |
| Votantes registrados | Votantes registrados                                     | 484,764      |              |              |           |           |  |  |
| |                                                          |              |              |              |           |           |  |  |
| Fuente: |                                                          |              |              |              |           |           |  |  |
| Notas al pie: 1 Comparado con los resultados de Agrupación Independiente Unión por el Perú – Frente Amplio (UPP) en las elecciones de 2002. |                                                          |              |              |              |           |           |  |  |
| Notas al pie: |                                                          |              |              |              |           |           |  |  |
| 1 Comparado con los resultados de Agrupación Independiente Unión por el Perú – Frente Amplio (UPP) en las elecciones de 2002.               |                                                          |              |              |              |           |           |  |  |

### Concejo Provincial de Chiclayo
| Cargo                           | Autoridad electa              | Partido político | Partido político                     |
| ------------------------------- | ----------------------------- | ---------------- | ------------------------------------ |
| Alcalde Provincial de Chiclayo  | Roberto Torres Gonzales       |                  | Todos por Lambayeque - Manos Limpias |
| Regidor Provincial de Chiclayo  | Clemente Ramírez Prado        |                  | Todos por Lambayeque - Manos Limpias |
| Regidor Provincial de Chiclayo  | Miguel Bazán Zárate           |                  | Todos por Lambayeque - Manos Limpias |
| Regidor Provincial de Chiclayo  | Rolan Alarcón Rojas           |                  | Todos por Lambayeque - Manos Limpias |
| Regidor Provincial de Chiclayo  | Carlos Gonzáles García        |                  | Todos por Lambayeque - Manos Limpias |
| Regidora Provincial de Chiclayo | Martha Hernández Cajusol      |                  | Todos por Lambayeque - Manos Limpias |
| Regidora Provincial de Chiclayo | Jully Lozano Perales          |                  | Todos por Lambayeque - Manos Limpias |
| Regidora Provincial de Chiclayo | Blanca Carhuallanqui Heredia  |                  | Todos por Lambayeque - Manos Limpias |
| Regidor Provincial de Chiclayo  | Ronald Ubillus Obando         |                  | Todos por Lambayeque - Manos Limpias |
| Regidor Provincial de Chiclayo  | Fernando Herrera Bustamante   |                  | Todos por Lambayeque - Manos Limpias |
| Regidor Provincial de Chiclayo  | José Barrueto Sánchez         |                  | Partido Aprista Peruano              |
| Regidor Provincial de Chiclayo  | Juan Pérez Sialer             |                  | Partido Aprista Peruano              |
| Regidora Provincial de Chiclayo | Magdalena Liza Chicoma        |                  | Acción Popular                       |
| Regidora Provincial de Chiclayo | Janet Cubas Carranza          |                  | Acción Popular                       |
| Regidora Provincial de Chiclayo | Luz Montenegro Dávila         |                  | Siempre Adelante                     |
| Regidora Provincial de Chiclayo | Celinda Ortiz Prieto de Cieza |                  | Amistad Solidaria Independiente      |

## Elecciones municipales distritales

### Resultados por distrito
La siguiente tabla enumera el control de los distritos de la provincia de Chiclayo. El cambio de mando de una organización política se resalta del color de ese partido.
| Distrito            | Alcalde(sa) titular         | Partido político | Partido político           | Alcalde(sa) electo(a)     | Partido político | Partido político                |
| ------------------- | --------------------------- | ---------------- | -------------------------- | ------------------------- | ---------------- | ------------------------------- |
| Cayaltí             | Electo Cruzado Medina       |                  | Cayaltí en Integración     | Carlos Arvañil Saldaña    |                  | Siempre Adelante                |
| Chongoyape          | Santos Díaz Mundaca         |                  | Reconstrucción Democrática | Fernando Valera Abanto    |                  | Partido Aprista Peruano         |
| Eten                | Jesús López Sandoval        |                  | Todos por Eten             | José Ñiquén Sandoval      |                  | Todos por Lambayeque            |
| Eten Puerto         | Teodoro Granados Calderón   |                  | Partido Aprista Peruano    | Jaime Contreras Rivas     |                  | Siempre Adelante                |
| José Leonardo Ortiz | Carlos Morales Sosa         |                  | Reconstrucción Democrática | Javier Castro Cruz        |                  | Todos por Lambayeque            |
| La Victoria         | Anselmo Lozano Centurión    |                  | Reconstrucción Democrática | Anselmo Lozano Centurión  |                  | Todos por Lambayeque            |
| Lagunas             | Sigifredo Piminchumo Huerta |                  | Partido Aprista Peruano    | Pedro Pejerrey Manzanares |                  | Todos por Lambayeque            |
| Monsefú             | Rita Ayasta de Díaz         |                  | Reconstrucción Democrática | Lázaro Puicón Albino      |                  | Amistad Solidaria Independiente |
| Nueva Arica         | Augusto Rivas Becerra       |                  | Partido Aprista Peruano    | José Cátedra Ramírez      |                  | Alianza para el Progreso        |
| Oyotún              | Segundo Vargas Pérez        |                  | Alianza para el Progreso   | Segundo Aguinaga Pérez    |                  | Acción Popular                  |
| Pátapo              | Julio Vásquez Pérez         |                  | Alianza para el Progreso   | Juan Ramos Díaz           |                  | Partido Aprista Peruano         |
| Picsi               | Ángel Díaz Barturén         |                  | Partido Aprista Peruano    | Jorge Pizarro Castañeda   |                  | Alianza para el Progreso        |
| Pimentel            | César Jacinto Purizaca      |                  | Pimentel Renace            | César Jacinto Purizaca    |                  | Sigamos Modernizando Pimentel   |
| Pomalca             | Roosevelt Pintado Requejo   |                  | Pomalca Renace             | Luis Ramos González       |                  | Partido Aprista Peruano         |
| Pucalá              | Marcelino Martínez Cieza    |                  | Alianza para el Progreso   | Luis Gonzales Quintana    |                  | Alianza para el Progreso        |
| Reque               | Fernando Tirado Gálvez      |                  | Partido Aprista Peruano    | Luis Meléndez León        |                  | Todos por Lambayeque            |
| Santa Rosa          | Augusto Sipión Barrios      |                  | Santa Rosa Siempre Contigo | Andrés Palma Gordillo     |                  | Partido Aprista Peruano         |
| Saña                | Roberto Yep Burga           |                  | Reconstrucción Democrática | Marco Hernández Briones   |                  | Partido Aprista Peruano         |
| Tumán               | Moisés Martínez Vásquez     |                  | El Sol Radiante            | Juan Romero Zeña          |                  | Integremos Tumán                |